# 黄花胡椒
黄花胡椒（学名：Piper flaviflorum）是胡椒科胡椒属的植物，为中国的特有植物。分布于中国大陆的云南等地，生长于海拔540米至1,800米的地区，一般生长在沟边密林中、寨旁、山谷及大树上，目前尚未由人工引种栽培。